# Jim Brickman
Jim Brickman (Cleveland, Ohio, 1961. november 20. – ) amerikai zeneszerző és zongorista. Ő az eddigi legtöbb slágerlistás helyezést elért felnőtt kortárs művész; hat albuma kapott arany- vagy platinalemez státuszt. Szóló zongorára írt kompozíciói és popzenei stílusú hangszeres darabjai mellett olyan neves művészekkel való vokális együttműködései tették ismertté, mint például Michael W. Smith, Martina McBride, Donny Osmond, Olivia Newton-John vagy Lady Antebellum. 2003-ban Grammy-díjra jelölték, megkapta a SESAC "Év dalszerzője" díját, a Kanadai Countryzenei Díjat a "Legjobb vokális-instrumentális együttműködés" kategóriában, és a Gospel Music Association által kiosztott Dove Award díjat. Faith  című lemezét 2010-es Grammy-díjra jelölték a legjobb New Age-album kategóriájában.
1997 óta saját rádióműsort vezet Your weekend with Jim Brickman címmel, amelyet több rádióállomás közvetít szerte az Egyesült Államokban. Három PBS különkiadást is jegyez, és évente rajongói körutat szervez. Alapítója a Brickhouse Direct nevű cégnek, amely stratégiai marketing és e-kereskedelmi megoldásokat kínál ügyfeleinek a legkülönfélébb iparágakban.

## Pályafutása

### Korai évek
Brickman az ohiói Clevelandben született és nőtt fel. Ötévesen kezdett zongorázni. Később zeneszerzést és előadóművészetet tanult a Cleveland Institute of Music hallgatójaként, miközben üzleti órákat vett a Case Western Reserve Universityn. 1980-ban alapította meg saját reklámzenei cégét The Brickman Agreemen néven, és számos reklámdallamot írt különféle cégek számára az ország egész területén, mint a McDonalds, a Pontiac, Cleveland városa, az Ohio Lottery vagy az Isuzu.

### Zenei karrier
Brickman 1994-ben leszerződött a Windham Hill Records kiadóval, és megjelentette első, No Words  című albumát, rajta a Rocket to the Moon című dallal, amely az első Billboard-listás instrumentális szerzeménye lett. Második lemezéről, a Windham Hill kiadónál 1995-ben megjelent By Heartról az Angel Eyes és az If You Believe című dalokat játszották sokat a rádiók.
A következő évben a By Heart lett az első top 20-as felnőtt kortárs (AC) slágere. 1997-ben kiadta Picture This  című albumát, amely a Valentine révén vokális elemeket is tartalmazott Martina McBride előadásában. Ez a dal mind a country, mind az AC rádióadókon feltűnt, és eladásainak köszönhetően platinalemez lett.
Az év végén kiadta számos karácsonyi lemezének első darabját The Gift  címmel. A három különböző listán is a csúcsra érő címadó dalt Collin Raye és Susan Ashton szólaltatta meg, és Brickman megkapta érte a Gospel Music Association Dove Award díját. Számos más karácsonyi témájú albumot is készített, mint a Peace  (2003), a Christmas Romance  (2006), a Homecoming  (2007) és a The Hymns and Carols of Christmas (2008); ezek közül a Grace (2005) és a Faith (2008) jól ismert keresztény zenei motívumok feldolgozásán alapszik.
2000 márciusában nagy sikerű koncerteket tartott vendégművészek, köztük Olivia Newton-John közreműködésével. A Salt Lake Cityben tartott koncertekről My Romance címmel CD, VHS és DVD kiadás is készült. A koncerteken legnagyobb sikerét, a Valentine című dalt Olivia énekelte Jim zongorakíséretével.
Pályája során a Valentine több mint egy millió eladott lemezzel platinalemez lett, és négy másik albumot (By Heart (1995), Picture This (1997), The Gift (1997) és Destiny (1999)) adtak el több mint 500 000 példányban, így az amerikai szabályok szerint aranylemeznek minősülnek.
2005 novemberében három Brickman-album, a The Disney Songbook (2004), a Grace (2005) és a Greatest Hits (2004) tartotta az első három helyet a Billboard New Age-listáján. 2003-ban Grammy-díjra jelölték. Megkapta a SESAC "Év dalszerzője" díját és a Kanadai Countryzenei Díjat a "Legjobb vokális-instrumentális együttműködés" kategóriában. 2008-as albuma, a Faith 2010-es Grammy-díj jelölést kapott a legjobb New Age-album kategóriájában.
Brickman sokféle zenét ír. Zongora kompozíciói és a szerelmes dalai mellett feldolgozásokat is írt, és több albuma gyermekeknek szóló zenét is tartalmaz. Számos különféle műfajból érkezett művésszel dolgozott együtt, mint például Michael W. Smith-szel a "Love of My Life" című dalban, Jane Krakowskival a "You", a Lady Antebellum countryegyüttessel a "Never Alone", Anne Cochrannel az "After All These Years", a Rush of Fools keresztény kortárs együttessel pedig a "Never Far Away" megszólaltatásában.
Zenéjét néha a New Age műfajba sorolják, de sokszínűsége miatt Brickman szkeptikus ezen osztályozással kapcsolatban.
2008-ban Brickman az American Greetingsszel társult, zenéjét kölcsönözve azok néhány eCardjához.

## Fordítás
- Ez a szócikk részben vagy egészben a Jim Brickman című angol Wikipédia-szócikk ezen változatának fordításán alapul.  Az eredeti cikk szerkesztőit annak laptörténete sorolja fel. Ez a jelzés csupán a megfogalmazás eredetét és a szerzői jogokat jelzi, nem szolgál a cikkben szereplő információk forrásmegjelöléseként.